# Mauleselzeit

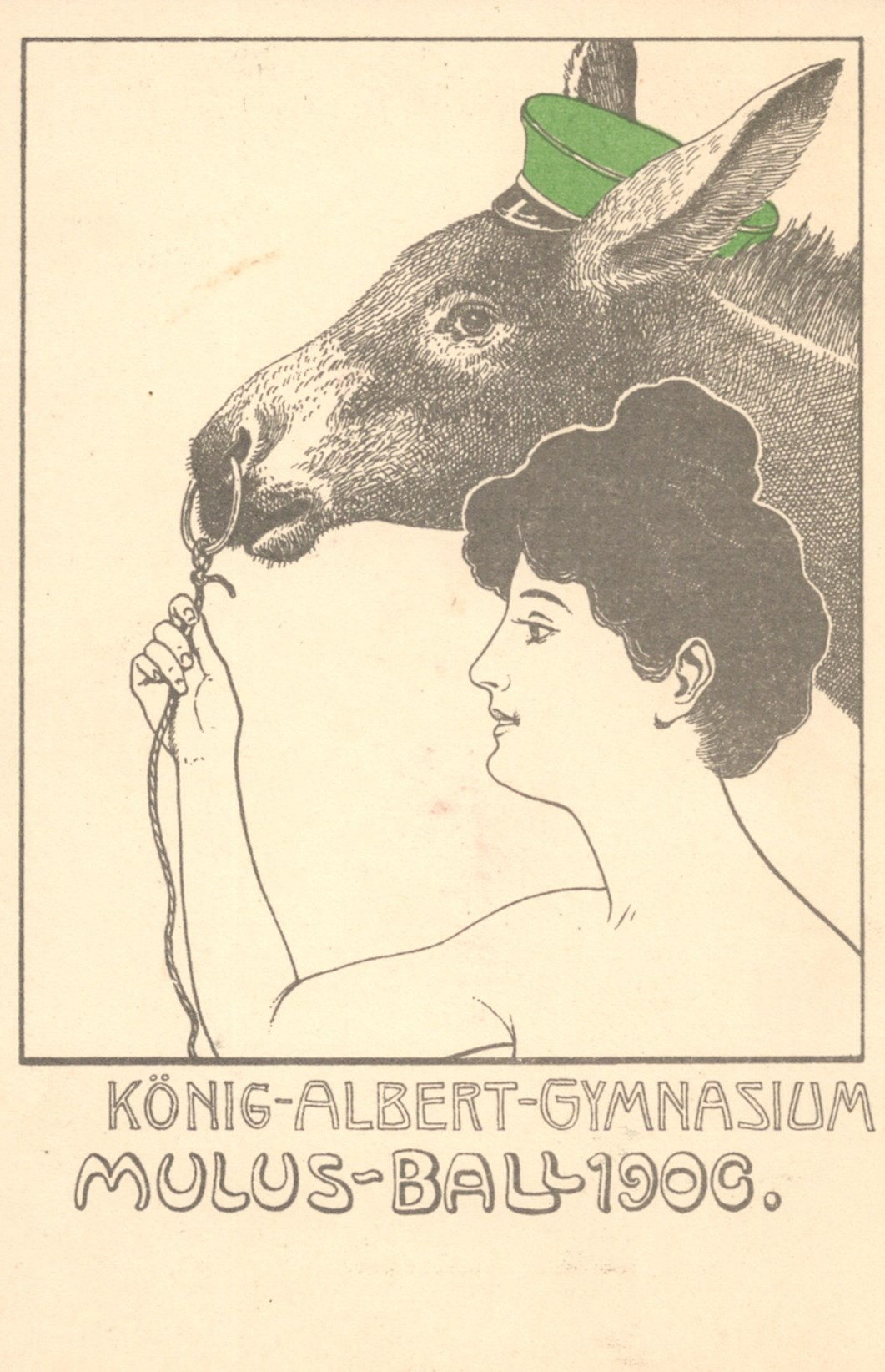
Mulus-Ball 1906, König-Albert-Gymnasium Leipzig

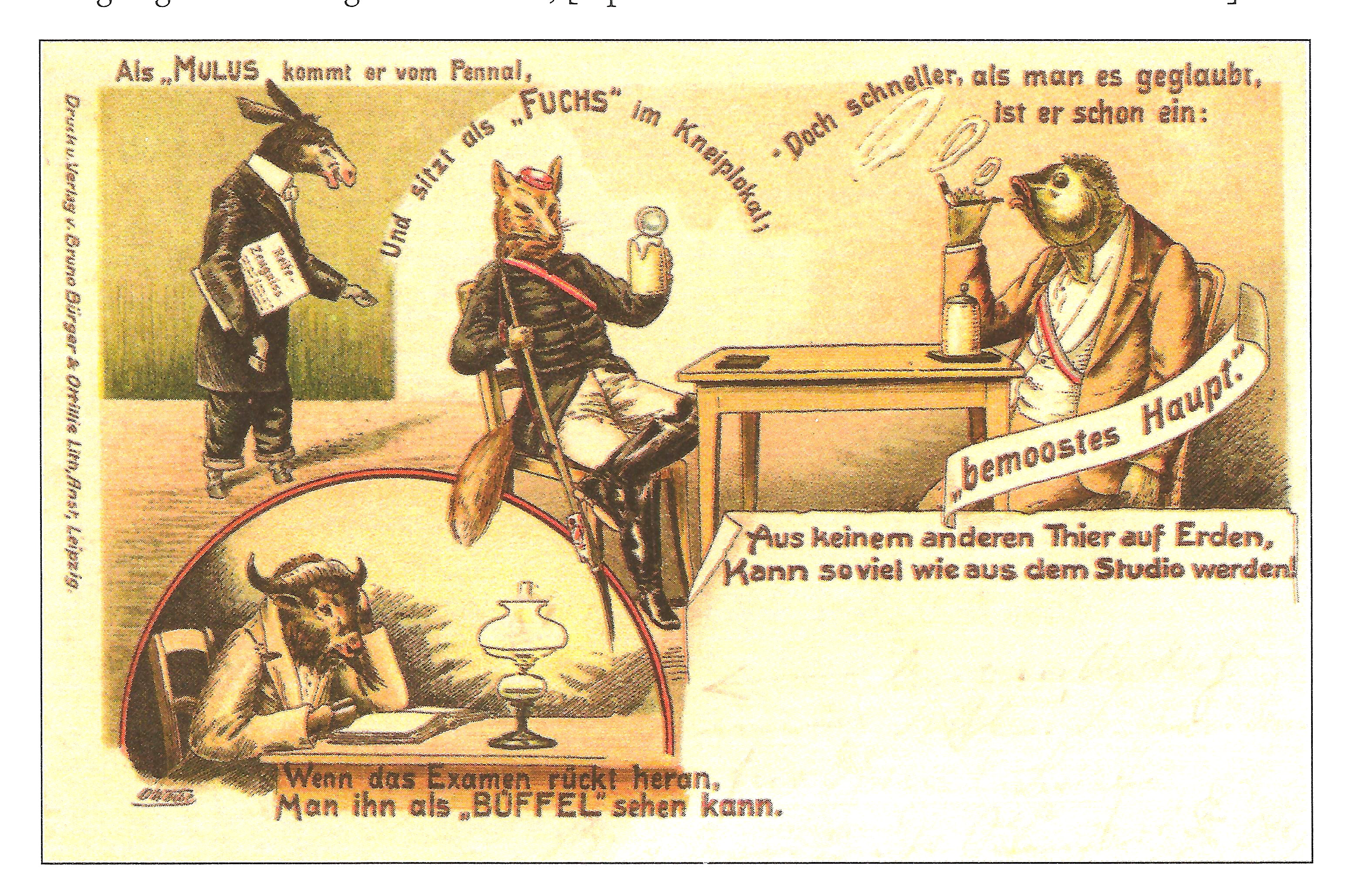
‚Als ‚Mulus‘ kommt er vom Pennal …‘, Postkarte von 1903

Die Mauleselzeit ist die Zeitspanne zwischen dem Abitur und dem Beginn des Studiums. Die metaphorische Bezeichnung rührt vom lateinischen mulus ‚Maultier‘ her, das weder Esel noch Pferd ist.
Den Abiturienten bezeichnete man demnach in dieser Zeit als Mulus.
Adolf Kußmaul beschreibt in seinen Jugenderinnerungen den Mulus:

„Die bilderreiche Sprache des Studenten nennt die Jünglinge, die nicht mehr Schüler und noch nicht akademische Bürger sind, Maulesel. Sie hängen nicht mehr als Grautiere ihre Köpfe im Pferch des Gymnasiums und sind jetzt freigelassen und aufgestiegen zur höheren Stufe des mulus. Nach den seligen Tagen der Kindheit, wo noch keine Schulwolke am Himmel steht, ist die goldene Mauleselzeit im Leben die schönste.“

Die Begriffe Mauleselzeit und Mulus waren bis ins 20. Jahrhundert hinein in Deutschland geläufig und sind inzwischen veraltet.